# Fernand Meyer
Fernand Meyer, né le 9 août 1947, médecin de formation et spécialiste en radiologie, est directeur d'études à l'École pratique des hautes études et responsable de l'équipe du CNRS « Milieux, société et culture en Himalaya ». Cet anthropologue et tibétologue s'est spécialisé dans la médecine tibétaine traditionnelle. Il étudie actuellement les thérapeutiques et les conceptions de la vie et de la nature dans la littérature tibétaine non médicale.
Il a effectué une mission au Tibet, du 30 juin au septembre 2000, en collaboration avec l'académie des sciences sociales de la région autonome du Tibet, dans le cadre d'un programme de recherche collectif dans la vallée de Nyemo ( Wylie : sNye-mo), ainsi qu'avec l'ONG Trace (projet de développement sanitaire incluant la médecine traditionnelle).

## Ouvrages
Fernand Meyer  a écrit ou participé à plusieurs dizaines d'ouvrages  dont les principaux sont :
- Gso-ba Rig-pa : le système médical tibétain, CNRS, 2002, 230 pages (1re édition en 1981)[5],[6].
- Le Tibet à l’Époque des Dalai lamas du XVe au XXe siècle, In  Demeures des hommes, sanctuaires des dieux. Sources, développement et rayonnement de l'architecture tibétaine, Université de Rome, La Sapienza, 1987
- Participe à l’ouvrage collectif Le Tibet est-il chinois ? de Anne-Marie Blondeau et Katia Buffetrille, 2002, ed. Albin Michel, coll. Sciences des religions  (ISBN 2226134263)